# Андорра на зимних юношеских Олимпийских играх 2012
Андорра на зимних юношеских Олимпийских играх 2012, проходивших в австрийском Инсбруке с 13 по 22 января, была представлена 4 спортсменами в трёх видах спорта
.

## Медалисты
| Медаль | Спортсмен         | Спорт             | Событие               | Дата      |
| ------ | ----------------- | ----------------- | --------------------- | --------- |
| Бронза | Жоан Верду Санчес | Горнолыжный спорт | супергигант (мужчины) | 14 января |

Стараниями горнолыжника Жоана Верду Санчеса сборная Андорры завоевала первую в истории медаль на юношеских Олимпийских играх.